# Microcontinent Jan Mayen

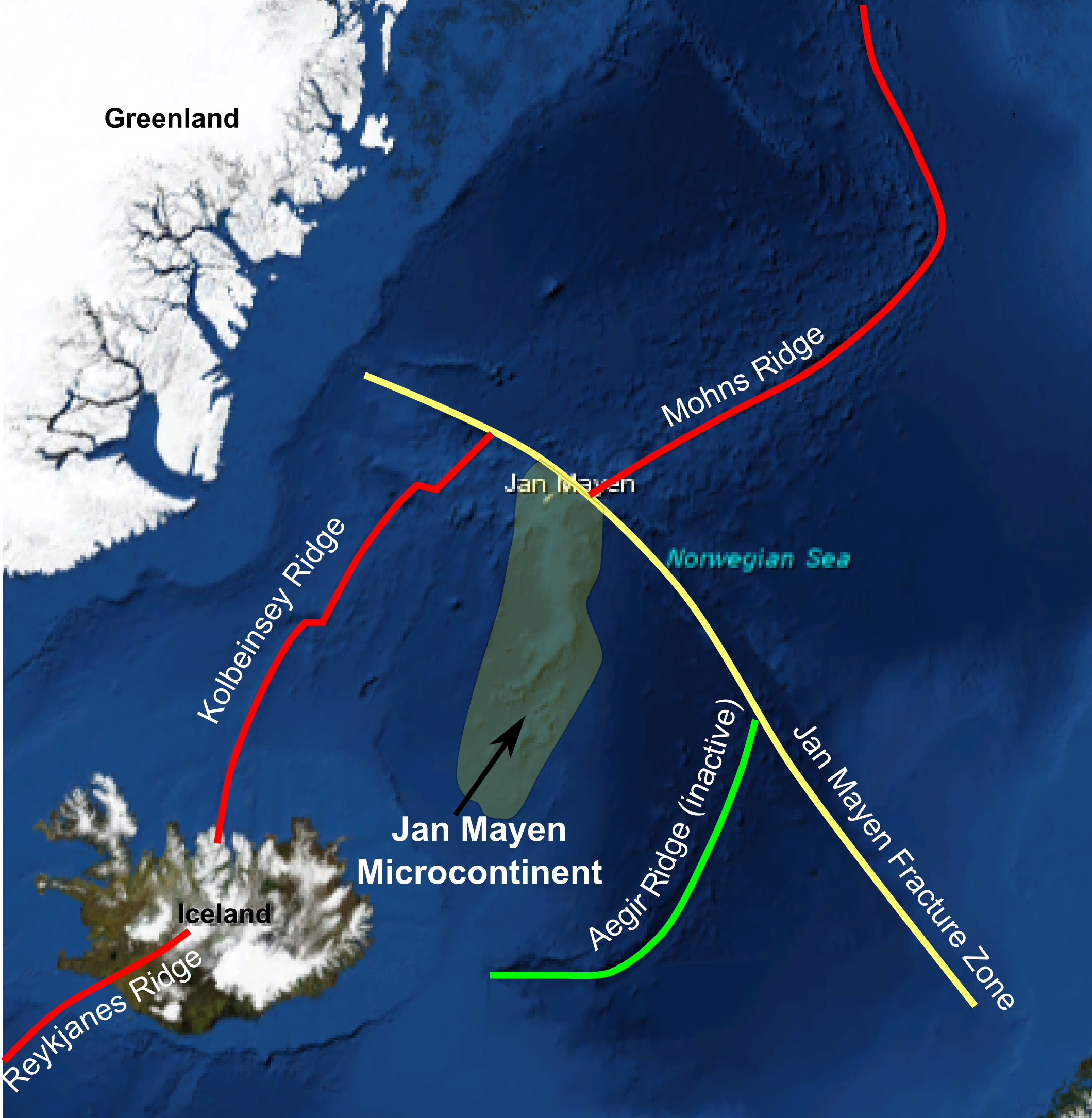
Localisation du microcontinent Jan Mayen, situé entre la dorsale de Kolbeinsey (ouest), la ride d'Aegir (est) et la zone de fracture Jan Mayen (nord).

Le microcontinent Jan Mayen est un fragment de croûte continentale située dans l'océan Atlantique, au nord-est de l'Islande. La seule partie émergée du microcontinent est l'île Jan Mayen située à son extrémité septentrionale et constituée de roches volcaniques plus jeunes que les autres roches constitutives de la masse continentale.

## Géographie

### Localisation et extension
Le microcontinent Jan Mayen a une orientation longitudinale nord-sud et une extension d'environ 500 km selon cet axe, pour une extension ouest-est maximale d'environ 160 km. Il est délimité au nord par la zone de fracture de Jan Mayen et sépare la mer de Norvège (ou bassin de Norvège) de la mer du Groenland.

### Bathymétrie et structuration géologique
La bathymétrie du microcontinent est principalement marquée par un haut bathymétrique proéminent, la crête Jan Mayen, à laquelle sont rattachées plusieurs lignes de crête secondaires. Cette bathymétrie est contrastée dans les parties ouest et sud par la présence de bassins dépressionnaires.
Le sous-sol du microcontinent a été étudié par imagerie sismique (réflexion et réfraction). Les données issues de ces études ont mis en valeur la présence de deux séquences stratigraphiques de marge passive de part et d'autre du microcontinent. La structure géologique du microcontinent est marquée par la présence de failles d'orientation nord-sud dans la partie septentrionale qui prennent progressivement une orientation sud-ouest-nord-est en direction du sud. L'épaisseur maximale de la croûte est de 16 km à la bordure orientale de la crête principale.

## Découverte
Initialement connue sous le nom de ride de Jan Mayen, l'identification de ce haut bathymétrique comme un microcontinent fut proposée en 1998 par l'équipe de recherche de Shuichi Kodaira et al.. La nature continentale des roches constitutives de la ride de Jan Mayen fut déterminée par la présence d'une anomalie gravimétrique et par l'absence d'anomalies magnétiques. Cette interprétation fut confirmée par les données d'imagerie sismique complémentaires.

## Histoire géologique
Au moment de l'ouverture initiale de l'Atlantique Nord le long de la dorsale Aegir, le microcontinent Jan Mayen faisait partie de la marge passive de l'est du Groenland.
Vers la fin de l'Éocène (~ 35 Ma), la propagation de l'ouverture océanique se déporte vers le nord-est à partir de la dorsale des Reykjanes, amenant à l'ouverture de la dorsale de Kolbeinsey, séparant le microcontinent Jan Mayen du reste du Groenland. Ainsi, pendant la période où les dorsales de Kolbeinsey et d'Aegir étaient toutes deux actives, le microcontinent subi une rotation de 30°-50° dans le sens inverse des aiguilles d'une montre,,. Cela a été causé par la propagation vers le nord-est de la crête de Kolbeinsey, avec une réduction simultanée du taux de propagation à l'extrémité sud-ouest de la crête d'Aegir. Un modèle alternatif mais défién'implique pas de rotation, mais le développement de plusieurs zones de fracture de courte durée traversant le microcontinent.
Vers la transition entre l'Oligocène et le Miocène (~ 25-20 Ma), la dorsale d'Aegir cesse d'être active et le microcontinent est alors rattaché à la plaque eurasienne. L'extrémité nord du microcontinent a été affectée par un déplacement renouvelé sur la zone de fracture de Jan Mayen. La formation de l'île volcanique de Jan Mayen est datée du Pléistocène, probablement due à l'activité d'un point chaud, connu sous le nom de point chaud Jan Mayen, localisé au point triple situé à l'extrémité sud de la dorsale de Mohns.

## Ressources économiques
Les alentours du microcontinent fait l'objet depuis le début des années 2010 d'exploration de gisements d'hydrocarbures. Des licences dans la partie sud, connue sous le nom de région nord de Dreki, ont été accordées par l'Autorité nationale de l'énergie pour le gouvernement islandais, tandis que la zone nord est évaluée pour l'activité pétrolière future par la Direction norvégienne du pétrole.